# Belgrandia conoidea
Belgrandia conoidea is een slakkensoort uit de familie van de Hydrobiidae. De wetenschappelijke naam van de soort is voor het eerst geldig gepubliceerd in 1844 door Reynies.